# Roux-Ga-Roux
Roux-Ga-Roux é o quinto Album da banda DeWolff, lançado em 2016.

## Faixas
| N.º            | Título                        | Duração |  |
| 1.             | "Roux-Ga-Roux"                | 00:41   |  |
| 2.             | "Black Cat Woman"             | 05:02   |  |
| 3.             | "Sugar Moon"                  | 04:17   |  |
| 4.             | "Baby's Got A Temper"         | 04:51   |  |
| 5.             | "What's the Measure of a Man" | 07:37   |  |
| 6.             | "Easy Money"                  | 03:52   |  |
| 7.             | "Lucid"                       | 04:38   |  |
| 8.             | "Stick it to the Man"         | 04:21   |  |
| 9.             | "Tired of Loving You"         | 07:38   |  |
| 10.            | "Love Dimension"              | 06:02   |  |
| 11.            | "Toux-Da-Loux"                | 02:03   |  |
| Duração total: | Duração total:                | 51:00   |  |

## Créditos
- Pablo van de Poel - guitarra e vocal (2007 - presente)
- Robin Piso - hammond organ e vocal (2007 - presente)
- Luka van de Poel - bateria (2007 - presente)